# Доста је са ћутањем (стрип)
Доста је са ћутањем. Приче о интерсекс особама је стрип групе аутора Кристиана Ранђеловића, Павла Зелића, Јане Адамовић, Ане Милојковић, Драгане Радановић и Данице Јевђовић објављен 2023. године у издању издавачке куће Moro/System comics из Београда.

## О стрипу
Доста је са ћутањем је јединствени ауторски стрип инспирисан причама интерсекс особа, први овакве врсте објављен у Србији. Иницијатор овог несвакидашњег издања је удружење XY спектрум – организација за полно и родно варијантне особе. Стрип је настао као резултат сарадње косценариста и стрип ауторки, у партнерству са Француским институтом у Србији, Агенцијом Комуникарт, Удружењем Стрипотеке и Heinrich Böll Stiftung Београд.
Приче о интерсекс особама су приче о људима којих има тренутно 1,7% у свету. Интерсекс варијације се могу утврдити или у време рођења, током адолесценције, или чак касније у животу. Тема је тек недавно постала присутна у домену људских права и још увек се учи и истражује о животима особа које су рођене са различитим полним карактеристикама, хромозомима и/или хормонима. Те особе најчешће не разговарају о томе и чувају то као тајну. Често је интерсекс основа за дискриминацију, стигматизацију, насиље и стања везана за погоршано ментално здравље узрокована спољним факторима.
Постоји широк спектар варијација интерсексуалности и свака особа има једнинствено искуство. Аутори стрипа истичу важност пружања подршке и разумевања интерсекс особама. Стрип чине четири аутентичне, самосталне приче и уметничка дела са кључним порукама и информацијама суптилно утканим у ткиво стрипа – кадрове, табле и дијалоге.
Стрип се бави недостатком информација за различите групе: за родитеље, за особе које су можда преиспитивале свој пол, као и за оне професије које утичу на животе интерсекс особа. Има за циљ да подигне свест и отвори дијалог који ће донети више увида у тему, оснажити родитеље интерсекс деце да поделе своја искуства, да промовише аутономију тела и интегритет у култури, да помогне стручњацима из сродних области да буду инклузивнији и свеснији постојања интерсекс особа и учинити да се више поштују њихове потребе и права.
Један од аутора стрипа, косценариста, Кристиан Ранђеловић, истакао је да је важно да се испричане приче повежу са реалним ситуацијама и осећањима које изазивају код свих учесника/ца. На промоцији стрипа, Павле Зелић, његов косценариста, је истакао да је тема стрипа много више од здравствене. Бави се круговима ћутања које су покушали овим стрипом да разбију. По њему стрип има велику моћ, има тајну формулу да допре до најразличитијих публика. Једна од четири стрип ауторке које су учествовале у креирању стрипа, Јана Адамовић, о процесу рада на овом пројекту је рекла да су на самом почетку рада препознале његову вредност, потенцијал и важност. Њима је највећи изазов био како да поделе приче, а касније како да оно што су научиле из литературе примене у стрипу, тако да не буде наметљиво већ да чини неодвојив део визуелне нарације коју су стварали.